# Bingo Show
Uma nova forma de se jogar bingo, por via eletrônica, elaborado pela sul-coreana Andamiro em 2005.
O conjunto de máquinas é constituído de uma "TV Client", uma sorteadora de bolas e por no mínimo 10 máquinas terminais (expansível até 200 máquinas).
São sorteadas bolas físicas na máquina de sorteio que mostradas na tela da "TV Client" com tela de 110 polegadas, e os jogadores tem de marcar as coincidências nos terminais cliente com tela "touchscreen" de 17 polegadas.